# Kampfgruppen der Arbeiterklasse
Die Kampfgruppen der Arbeiterklasse, auch Kampfgruppen (KG) oder Betriebskampfgruppen genannt, waren eine paramilitärische Organisation von Beschäftigten in Betrieben der Deutschen Demokratischen Republik (DDR). Durch sie sollte die Diktatur des Proletariats in der DDR auch militärisch manifestiert werden.

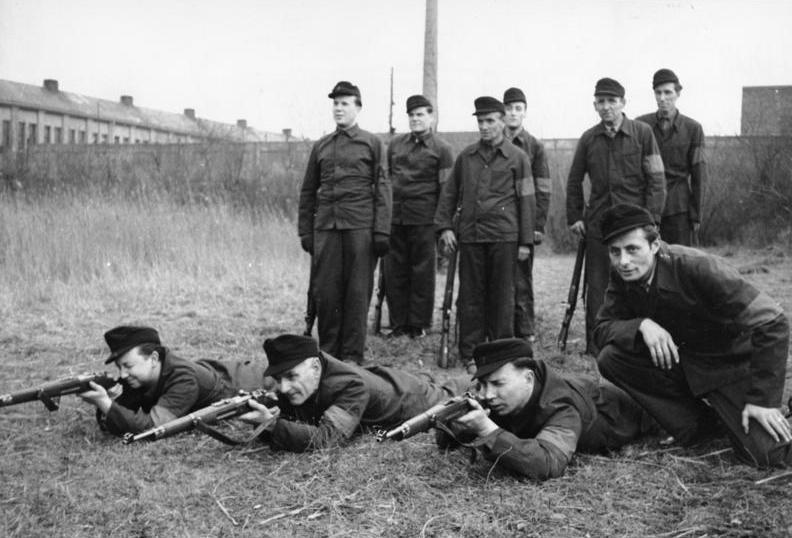
Kampfgruppen-Ausbildung 1956

## Mitgliederorganisation

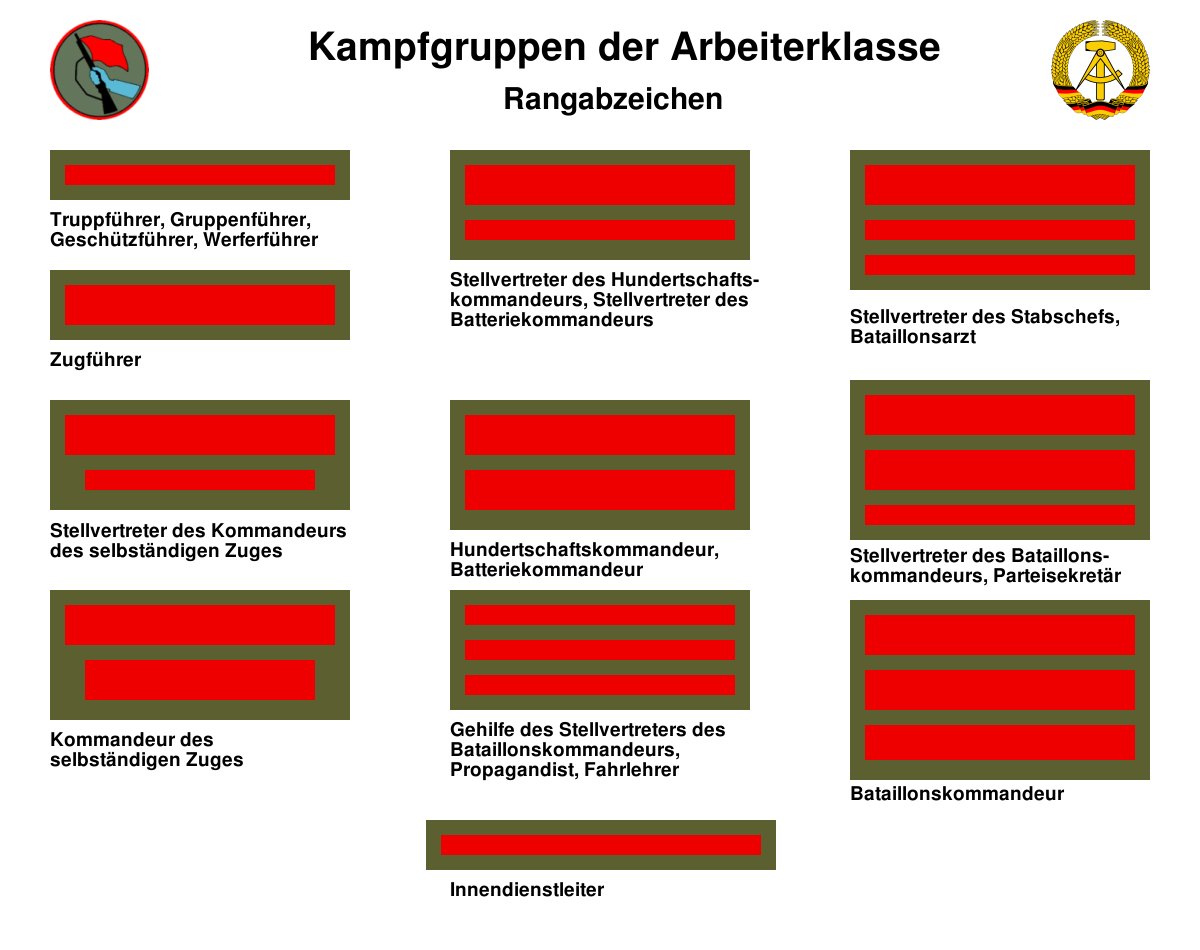
Rangabzeichen der Kampfgruppen

Laufbahnabzeichen der Kampfgruppen

Die Mitglieder dieser militärischen Einheit waren „Angehörige der Kampfgruppen der Arbeiterklasse“. Die Kämpfer waren meist männliche Mitglieder und wenige Frauen aus den Volkseigenen Betrieben (VEB), staatlichen Einrichtungen, Landwirtschaftlichen Produktionsgenossenschaften (LPG) sowie Hoch- und Fachschulen, die in ihrer Freizeit mehrmals im Jahr (meist an Freitagen oder Wochenenden) zu militärischen Übungen und Schulungen in Uniform ausrückten. Ca. 60 % der Kämpfer waren Mitglied der SED. In ihrem Gelöbnis wurden die Kämpfer eingeschworen: „Ich bin bereit, als Kämpfer der Arbeiterklasse die Weisungen der Partei zu erfüllen, die Deutsche Demokratische Republik, ihre sozialistischen Errungenschaften jederzeit mit der Waffe in der Hand zu schützen und mein Leben für sie einzusetzen. Das gelobe ich.“ Kommandeursfunktionen waren SED-Mitgliedern vorbehalten. Die Mitgliedschaft in den Kampfgruppen war eine Form des „freiwilligen militärischen Dienstes zum Schutze des Vaterlandes“, neben der Ausübung eines zivilen Berufes und außerhalb der Nationalen Volksarmee (NVA) und der Grenztruppen der DDR.
Das Mindestalter der Kämpfer war 25 Jahre.
Doppelmitgliedschaften bei der Gesellschaft für Sport und Technik (GST) und dem DRK der DDR waren Ausnahmen, bei der Zivilverteidigung der DDR waren sie zur Vermeidung von Doppelunterstellungen untersagt. Die Kämpfer durften nicht der Reserve I der NVA angehören und es durften auch keine ungedienten Mitarbeiter zugelassen werden, die noch im wehrpflichtigen Alter waren. Dies überwachten die Wehrkreiskommandos der NVA. Außer in den Pädagogischen Hochschulen wurden in den Bildungseinrichtungen der Volksbildung keine Kampfgruppeneinheiten gebildet. Dafür wurde den Lehrern nahegelegt, innerhalb der GST als Ausbilder bei der vormilitärischen Ausbildung der Schüler, Lehrlinge oder Studenten mitzuarbeiten.
Als Anerkennung für den ansonsten unbezahlten Dienst gab es ab einer fünfundzwanzigjährigen Zugehörigkeit einen Zuschlag zur Altersrente von monatlich 100 DDR-Mark. Diese Regelung wurde 1990 gestrichen.

## Bekleidung und Ausrüstung

### Uniform
Bei der Gründung am 1. Mai 1954 waren die Einheiten mit Feldmütze, blauem Overall und roter Armbinde uniformiert.
Die bald darauf eingeführte olivgrüne Uniformierung bestand aus:
- Dienst- und Paradeuniform, Sommer
- Ski- und Feldmütze
- Binder (rot), Oberhemd (grau)
- Halbschaftstiefel
- Wäsche
- Watteuniform, Winter

Die sonstige Ausrüstung war:
- Stahlhelm
- Koppel, Gurte
- Schutzmaske, Schutzanzug kpl.
- Sturmgepäck mit allem Zubehör
- Feldspaten

Sonderausrüstungen waren u. a.:
- Funkgeräte
- Fernrohre
- Kartenmaterial, Taktikbesteck

### Bewaffnung
Die Bewaffnung der Angehörigen der Kampfgruppen bestand in den 1950er-Jahren überwiegend aus der Pistole (Makarow), dem Karabiner K98k, dem Sturmgewehr 44 und den Maschinenpistolen MPi 41 und PPSch-41 sowie Maschinengewehren des Typs MG-42. Ab Anfang der 1960er Jahre erfolgte die Umstellung auf Gerät sowjetischer Herstellung wie die Maschinenpistolen MPi-K und MPi-KmS, das Maschinengewehr lMG-DP und die Panzerbüchsen RPG-2 und RPG-7. Später waren die Kalaschnikow-Lizenzbauten aus Wiesa im Erzgebirge eine Standardwaffe der Kampfgruppen.
Schwereres Gerät der Kampfgruppen waren Schwere Maschinengewehre mit dem Kaliber 12,7 Millimeter, 82-mm-Granatwerfer sowie leichte Panzer- und Flugabwehrkanonen (u. a. die S-60). Sie verfügten auch über leichte Schützenpanzer wie den BTR-152 und den Garant 30k SK-1 (Sonder-KFZ-1). Als Transportmittel wurden überwiegend betriebliche Fahrzeuge wie Lastkraftwagen des Typs W50 eingesetzt.
Der Spiegel berichtete 1977 über den Bestand der Kampfgruppen der Arbeiterklasse, etwa 35 000 leichte und schwere Maschinengewehre sowie ... rund 420 leichte Panzerfahrzeuge und 250 gepanzerte Mannschaftswagen. Die Kampfgruppen verfügten zu dieser Zeit je Bataillon über drei rückstoßfreie Geschütze, vier Panzerabwehrkanonen, zwei 23-mm-Vierlings-Flaks und vier Mörser.
Bei der Bewaffnung handelte es sich in der Regel um älteres Gerät sowjetischer Bauart aus Beständen der NVA und anderer bewaffneter Organe. Die Waffen wurden zumeist in den Betrieben mit Betriebsschutz oder, wo das nicht gewährleistet war, in den Waffenkammern der Volkspolizei-Kreisämter verwahrt. Dort befanden sich auch die vorgeschriebenen Kampfsätze an Munition und Spezialausrüstungen. Die Bekleidung und Ausrüstung wurde ausschließlich in den Betrieben und Einrichtungen in Kleiderkammern gelagert.

## Geschichte

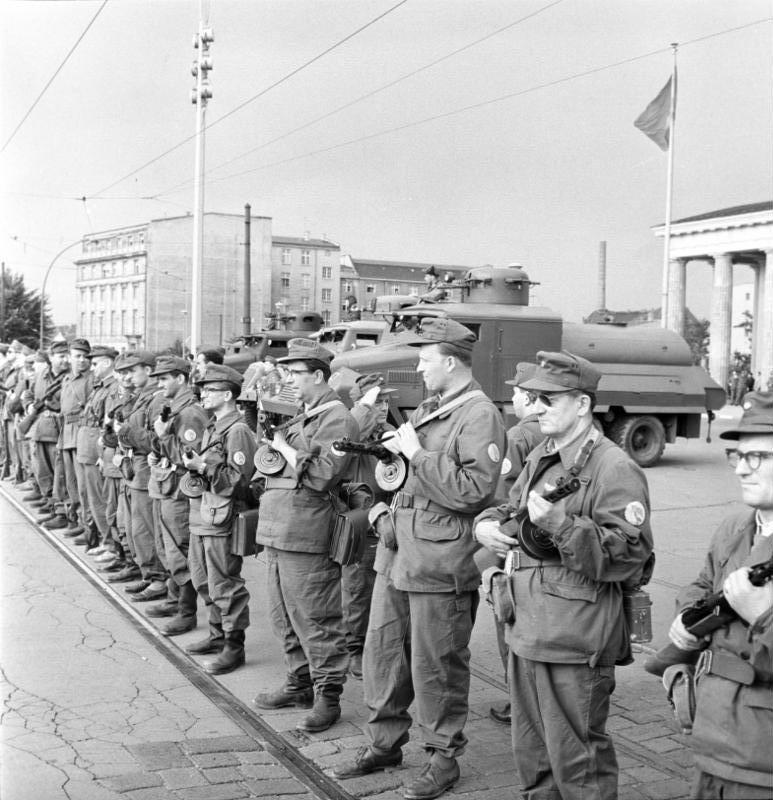
Kampfgruppen in Berlin während der Vorbereitungen zum Mauerbau am 13. August 1961

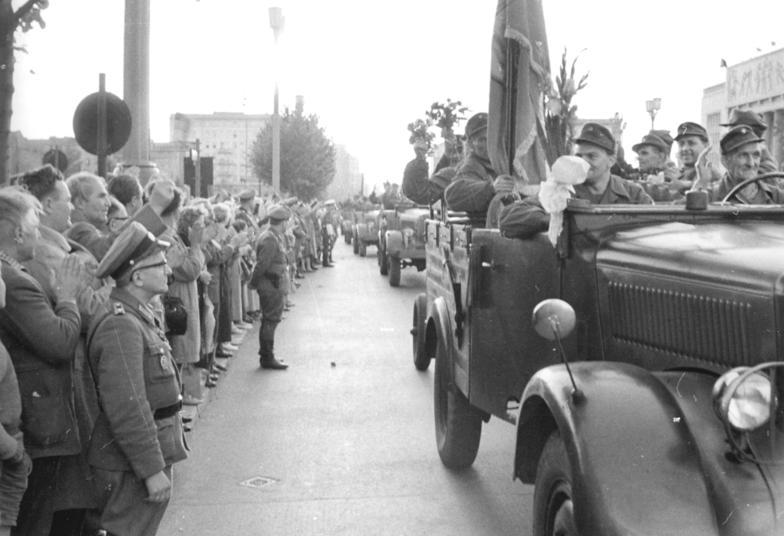
Berliner Kampfgruppen am 23. August 1961 in der Karl-Marx-Allee

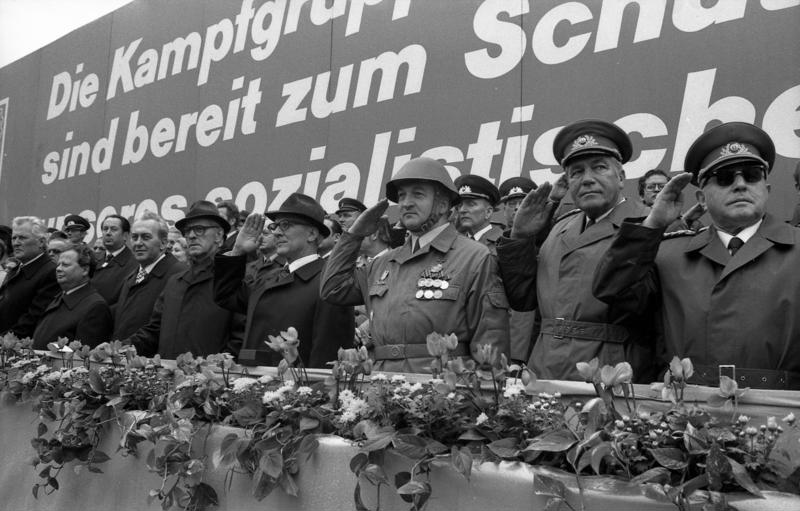
Appell zum 25-jährigen Bestehen 1978

### Von ersten Aufstellungen 1953 bis Mitte der 1980er Jahre
Die ersten Einheiten wurden bereits im zweiten Halbjahr 1953 aufgestellt. Die Kampfgruppen wurden in Auswertung des Aufstandes vom 17. Juni 1953 im Laufe des Jahres 1954 als Betriebskampfgruppen weiterentwickelt. Ihre offizielle Aufgabe war anfangs der Kampf gegen Saboteure und andere „Feinde des Sozialismus“ in der DDR, insbesondere als bewaffneter Betriebsschutz. Während des Ungarischen Volksaufstandes 1956 zeigten sie in der Öffentlichkeit Präsenz. Ab 1959 war die offizielle Bezeichnung Kampfgruppen der Arbeiterklasse. Ihr historisch wichtigster Einsatz war die Beteiligung von 5000 (nach anderen Angaben 8000) Kämpfern zur Grenzsicherung beim Bau der Berliner Mauer 1961, obwohl die tatsächliche Einsatzbereitschaft damals eher mangelhaft war.
1966/67 lag die Gesamtstärke bei 181.500 „Kämpfern“. Die Masse war verteilt auf „Operative Reserven“ und „Objektsicherungskräfte“. Sie waren zum überwiegenden Teil in Bataillonen, die bis zu vier Hundertschaften stark waren, organisiert. Dazu kamen 66 selbstständige motorisierte „Hundertschaften“ (analog Kompanien). Diese selbstständigen Einheiten mit ihrer besseren Ausrüstung waren hauptsächlich in den Grenzbezirken zu Berlin und Westdeutschland aufgestellt und unterstanden direkt der Kreiseinsatzleitung der Territorialverteidigung. Die Bataillone und Hundertschaften wurden überwiegend in Großbetrieben gebildet oder Hundertschaften als territoriale Einheiten aus verschiedenen Betrieben und Einrichtungen zusammengestellt.

### Wende und friedliche Revolution
Bereits im November 1988 stellte die Bezirksführung Leipzig der Staatssicherheit fest, dass die Kampfgruppen politisch nicht mehr zuverlässig seien. Während der Wende und friedlichen Revolution 1989 sollten etwa 3.500 Kampfgruppenangehörige für Einsätze um den Tag der Republik am 7. Oktober 1989 v. a. in Berlin aktiviert und weitere in Bereitschaft versetzt werden. Nach Bekanntgabe der Einsatzbefehle traten 188 aus den Kampfgruppen aus und 146 weitere lehnten ihren Einsatz ab.
Während der Montagsdemonstrationen 1989 wurden vereinzelt Kampfgruppenangehörige für Sicherungsaufgaben eingesetzt, unter anderem in Leipzig, Plauen, Karl-Marx-Stadt (Chemnitz) und Schwerin. Bekanntester propagandistischer Einsatz war ein Leserbrief in der Leipziger Volkszeitung (damals SED-Tageszeitung), in dem Günter Lutz, Kommandeur der Kampfgruppenhundertschaft „Hans Geiffert“, forderte (vgl. Staatsfeindlichkeit nicht länger dulden): „Wir sind bereit und Willens, das von und mit unserer Hände Arbeit Geschaffene wirksam zu schützen, um diese konterrevolutionären Aktionen endgültig und wirksam zu unterbinden. Wenn es sein muß, mit der Waffe in der Hand!“ Die Authentizität dieses Leserbriefs ist umstritten.
Letzter Verantwortlicher war von 1972 bis 1989 Generalmajor der VP Wolfgang Krapp als Hauptabteilungsleiter Kampfgruppen im Ministerium des Innern.
Nach dem Fall der Berliner Mauer am 9. November 1989 stellten die Kampfgruppen ihre Tätigkeit ein. Mit der zunächst von der Volkskammer und folgend aus Verhandlungen mit dem Zentralen Runden Tisch hervorgegangenen neuen DDR-Regierung Modrow wurde ab dem 6. Dezember 1989 die Entwaffnung mit Anordnung des Innenministers Lothar Ahrendt vollzogen. Bis Ende Mai 1990 waren alle KG-Einheiten demobilisiert. Die persönliche Bekleidung (Uniform u. a.) konnten die Mitglieder privat behalten.

## Aufgaben und Gliederung

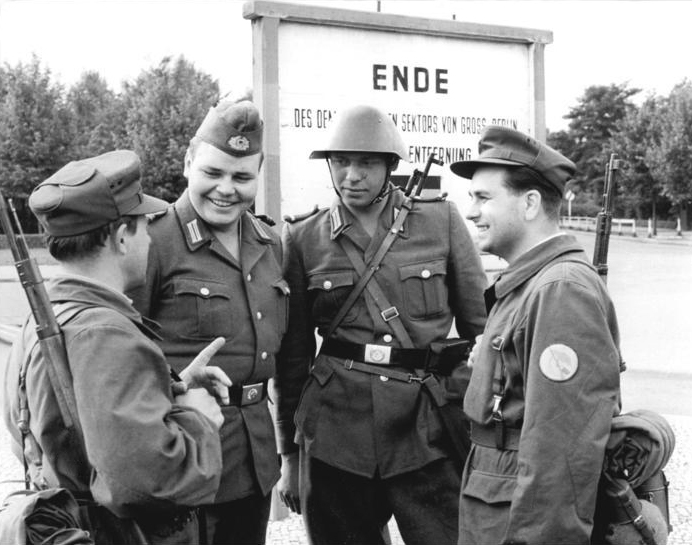
Angehörige der NVA, Volkspolizei und Kampfgruppen anlässlich des Baus der Berliner Mauer an der Sektorengrenze 1961

Auszeichnungen der Kampfgruppen

Nach Unterlagen und Lehrinhalten der Militärakademie „Friedrich Engels“ waren die Bezirkskampfkräfte im Einsatzfall für die eigenständige Eingliederung in die Strukturen der NVA als reguläre Gefechtseinheiten vorgesehen. 1970 nahmen daher auch Kampfgruppeneinheiten an Manövern der NVA teil.
Ihre operativen Aufgaben erhielten sie von der Bezirkseinsatzleitung (Chef: 1. Sekretär der SED-Bezirksleitung, Stabschef: Leiter Wehrbezirkskommando NVA, weitere Mitglieder unter anderem Chef der Bezirksbehörde der Volkspolizei). Formell blieben sie aber der Abteilung Sicherheit im Zentralkomitee der SED direkt unterstellt.
Die Kreiskampfkräfte waren gemeinsam mit den Kasernierten Einheiten des Ministeriums des Innern (MdI) (unter anderem VP-Bereitschaften) vorgesehen für die Bekämpfung bewaffneter subversiver Kräfte innerhalb der DDR. Sie waren aufgrund wechselnder Aufgabenzuteilung vielfältigen Organisationsänderungen unterworfen. Die Kreiskampfkräfte und die Sicherungseinheiten des kreislichen Territoriums wurde analog wie beim Bezirk genannt, von der Kreiseinsatzleitung geleitet.
Bei den Kampfgruppen wurde zwischen Kampf- und Sicherungskräften unterschieden. 1980 waren ca. 78.500 Kämpfer bei den motorisierten Kampfkräften und ca. 106.500 Kämpfer bei den Sicherungskräften, zuzüglich der Reserve war eine Gesamtstärke von etwa 210.000 Kämpfern theoretisch verfügbar. Sie hatten unterschiedliche operativ-taktische Aufgaben und dementsprechend auch andere Ausbildungsinhalte. Die Reserve der Einheiten sollte 10 % der Struktur betragen und deren Kämpfer sollten bei Ausfall der Strukturkräfte einspringen (z. B. längere Krankheit oder auswärtige Beschäftigung). Frauen wurden als Sanitäterinnen und in der Versorgung eingesetzt.
Die selbstständigen Hundertschaften bestanden aus vier Zügen – drei Schützen- und einem Fla-MG-Zug, sowie dem Innendienstleitertrupp (z. B. Sanitäter, Funker, Versorger, Waffenwart). Die Züge bestanden aus jeweils drei Gruppen. Die selbstständigen Züge der Sicherungskräfte bestanden aus drei Schützen- und einer Fla-MG-Gruppe sowie dem Innendienstleitertrupp. Jede Schützengruppe hatte je einen LMG- und einen Panzerbüchsenschützen.
Hinsichtlich der Anleitung waren die Bataillone und Hundertschaften den Abteilungen Kampfgruppen bei den Volkspolizei-Bezirksbehörden (BDVP) und -Kreisämtern (VPKA) zugeordnet. Bis 1962 erfolgte an der VP-Schule in Biesenthal bei Berlin die Ausbildung und Schulung der Kommandeure der Kampfgruppenbataillonen und danach für Innendienstleiter und Spezialkräfte aller Einheiten. Außerdem gab es seit 1957 die Zentralschule für Kampfgruppen (ZSfK) Ernst Thälmann in Schmerwitz für Kommandeure und Stellvertreter südwestlich von Berlin bei Wiesenburg/Mark und seit 1974 die Kampfgruppenschule Ernst Schneller in Gera für Zug- und Gruppenführer. An der ZSfK Schmerwitz wurden seit 1984 auch Miliz-Kommandeure aus befreundeten Ländern Afrikas (Angola, Mosambik usw.) ausgebildet.
Kampfgruppenformationen wurden neben den Kräften der Zivilverteidigung der DDR auch eingesetzt bei Katastrophen und Havarien.

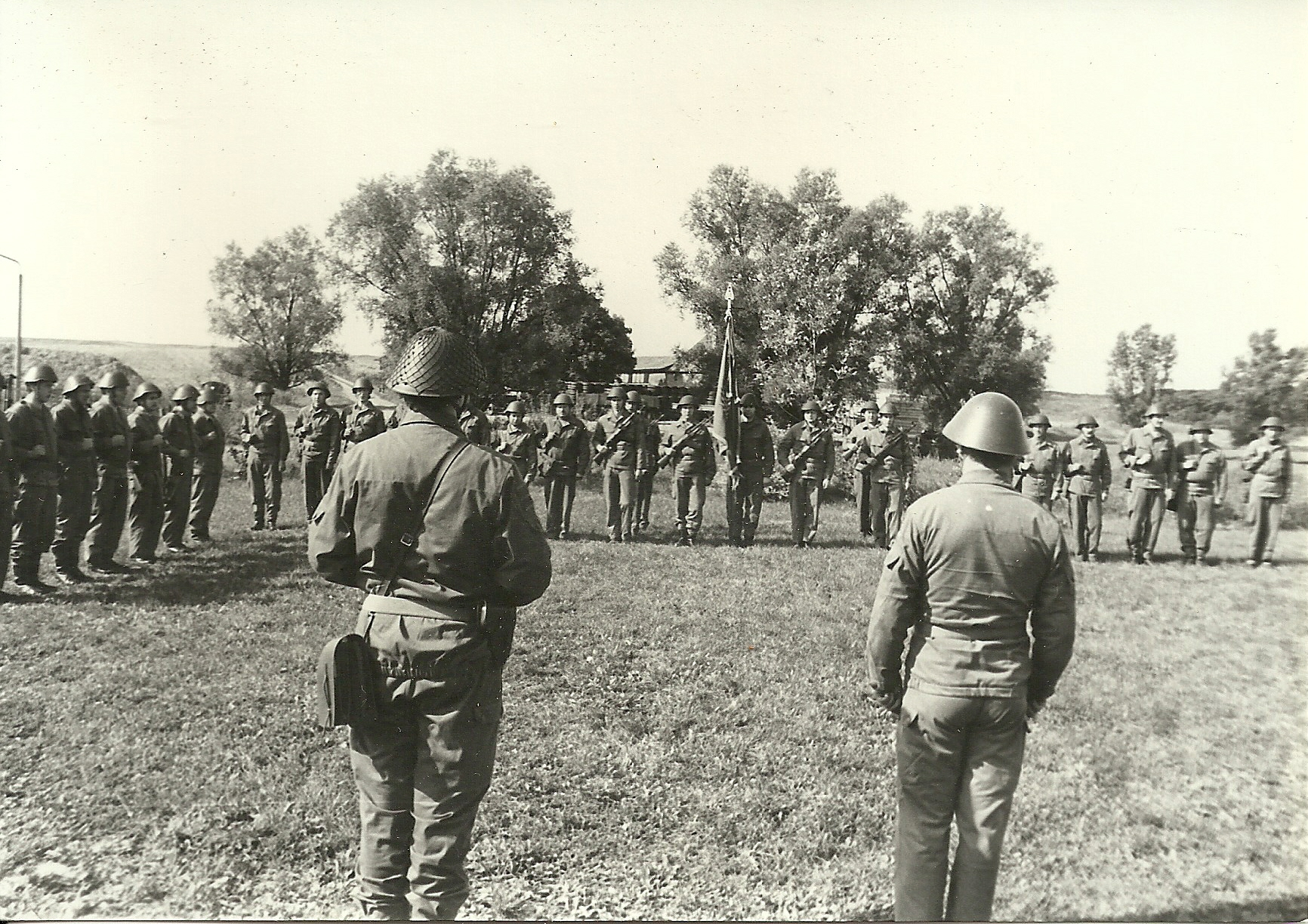
Einheitsappell der Kampfgruppen 1980
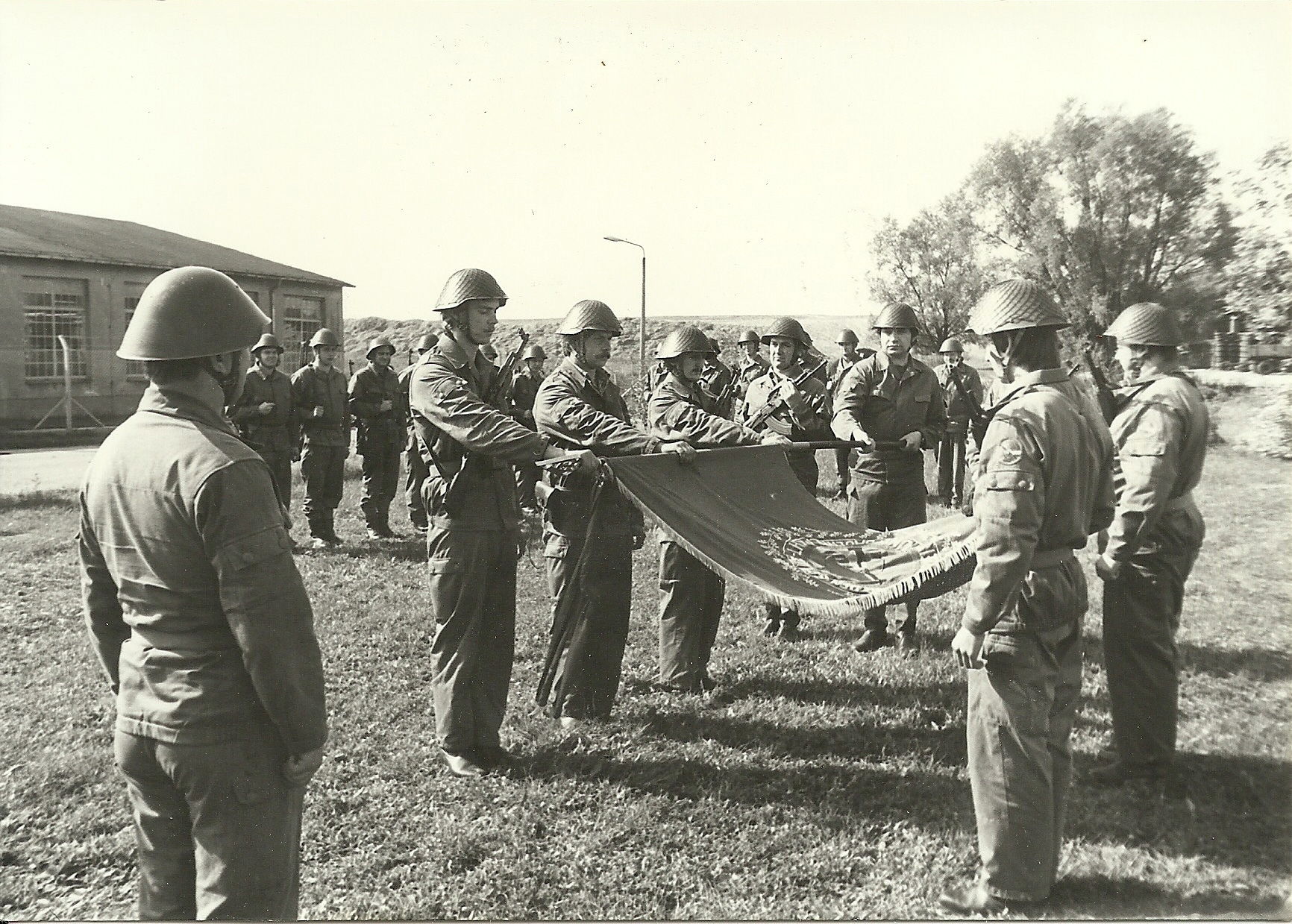
Gelöbnis (Fahneneid) der Kampfgruppen
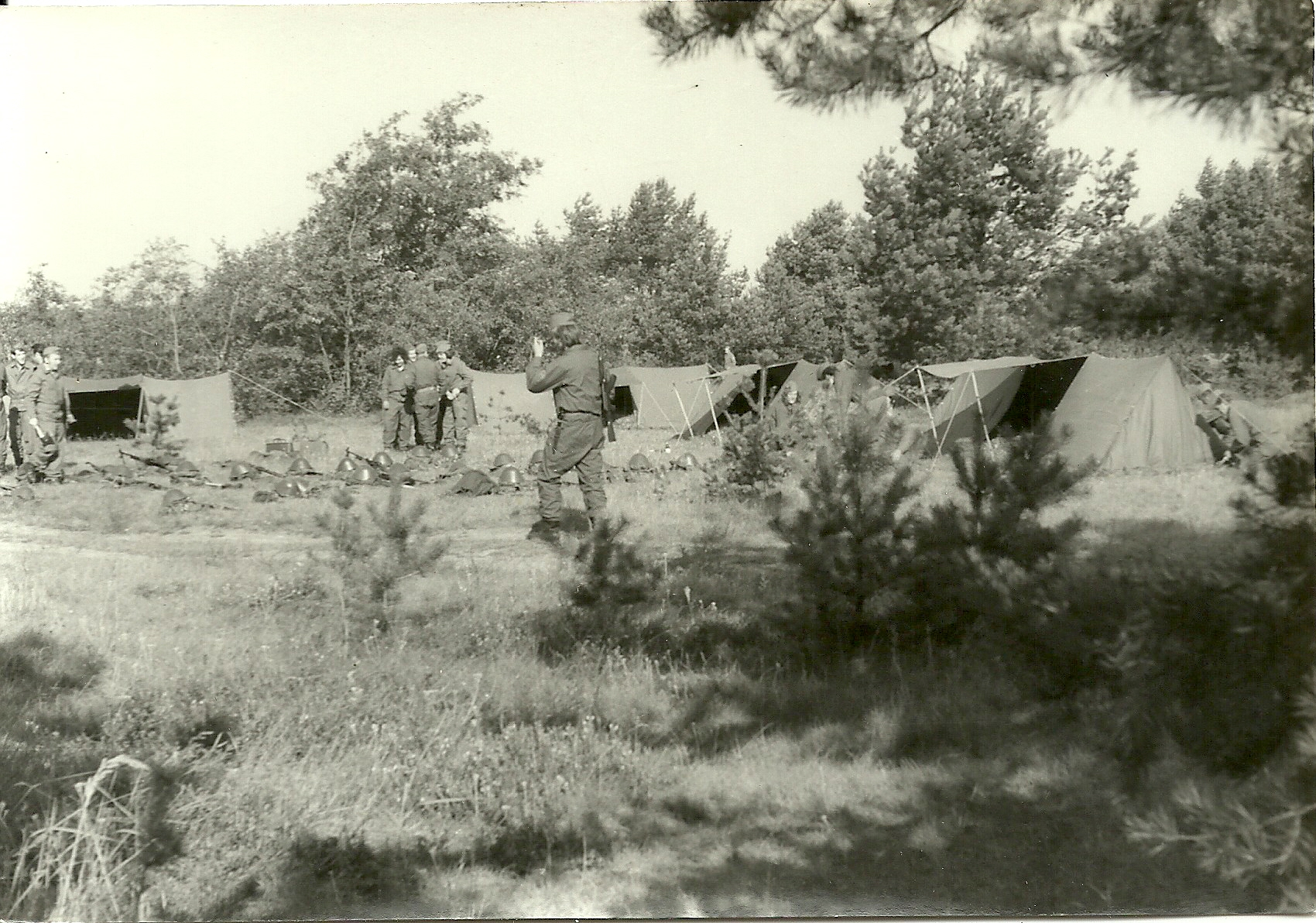
Feldlager der Kampfgruppen
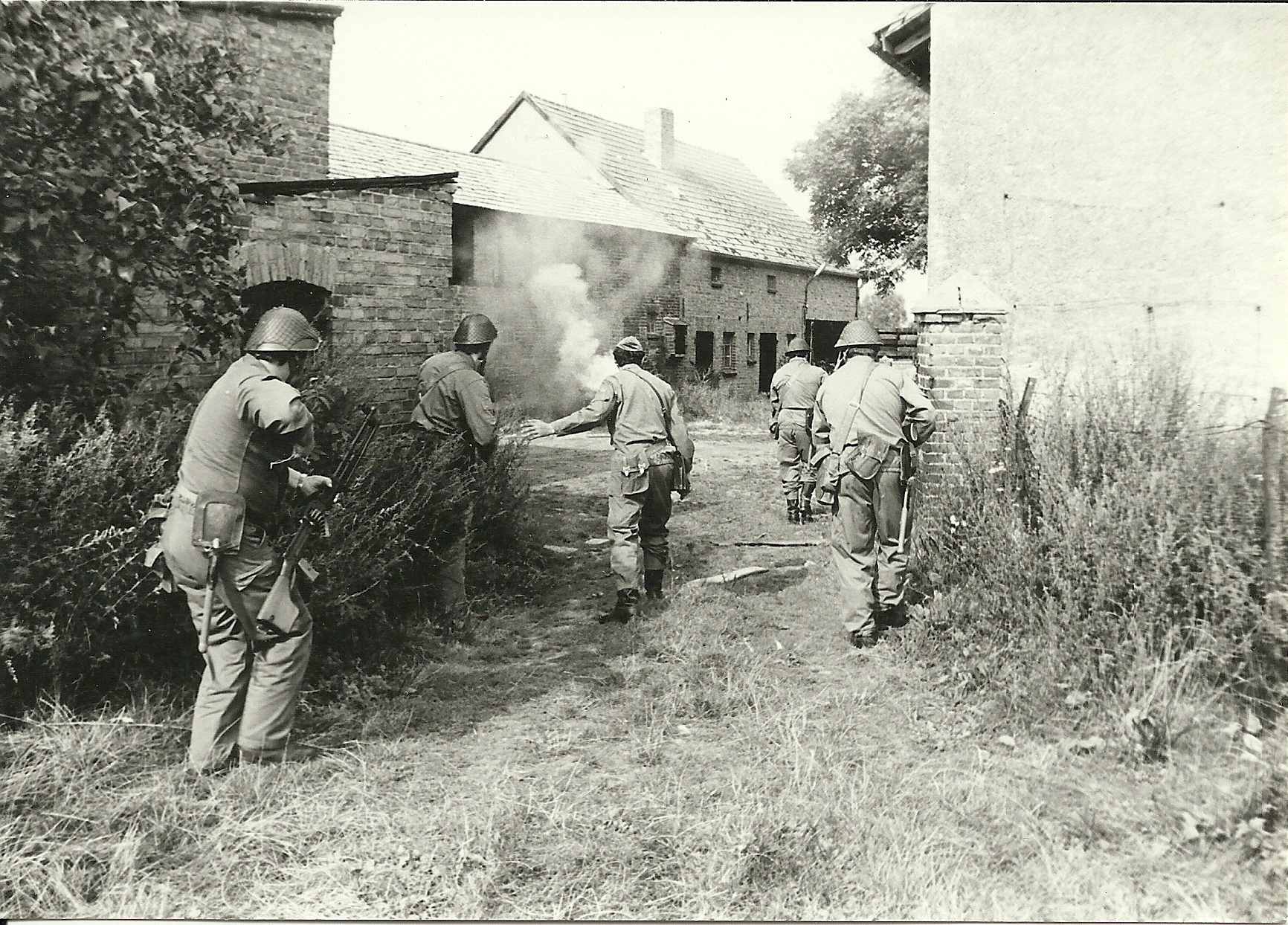
Häuserkampfübung der Kampfgruppen

## Auszeichnungen

### Staatliche Auszeichnungen
Neben den übrigen in der DDR existierenden Orden und Ehrenzeichen gab es drei staatliche Auszeichnungen speziell für die Angehörigen der Kampfgruppen:
- Verdienstmedaille der Kampfgruppen der Arbeiterklasse in drei Stufen (Bronze, Silber, Gold)
- Medaille für ausgezeichnete Leistungen in den Kampfgruppen der Arbeiterklasse (einstufig)
- Medaille für treue Dienste in vier Stufen (10, 15, 20, 25 Jahre)

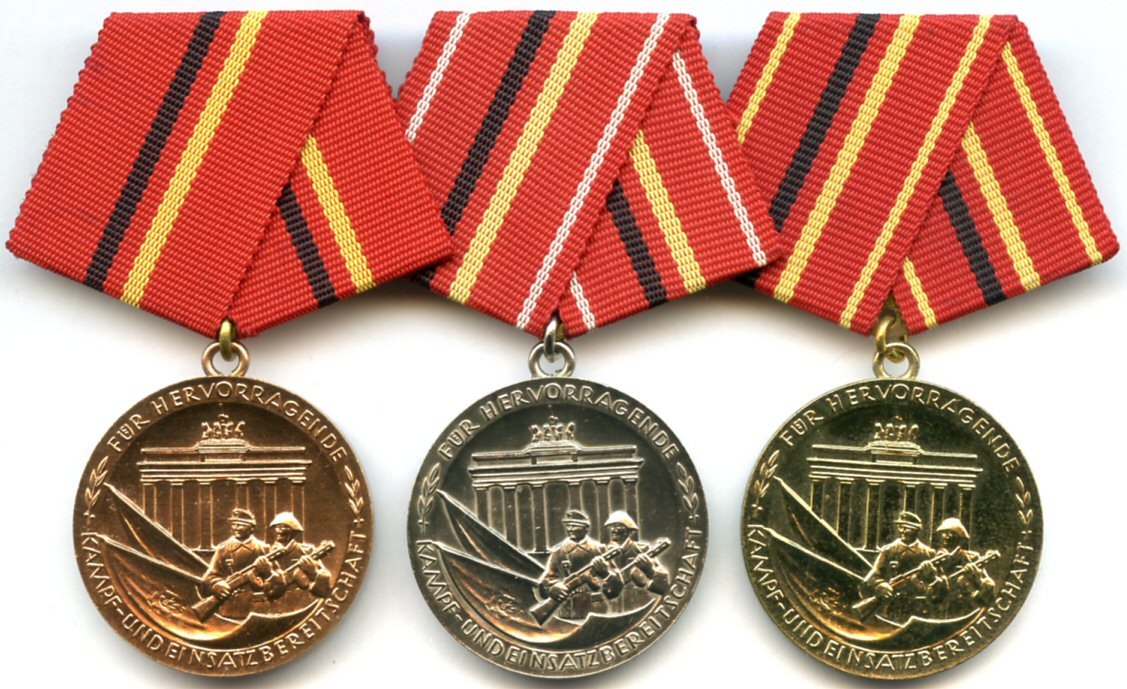
Verdienstmedaille der Kampfgruppen  (drei Stufen)
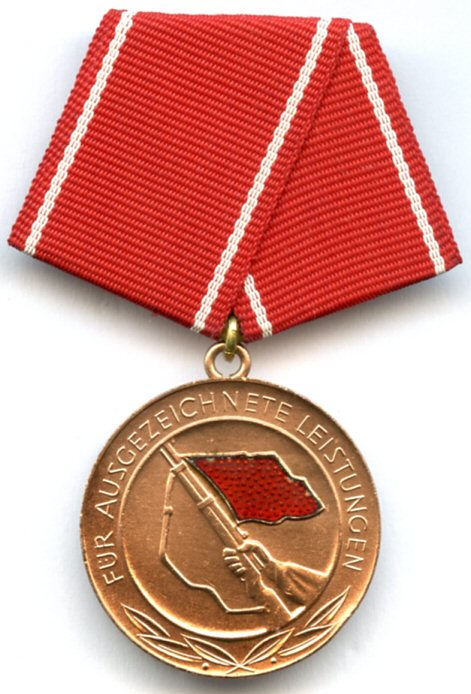
Medaille für ausgezeichnete Leistungen in den Kampfgruppen (einstufig)
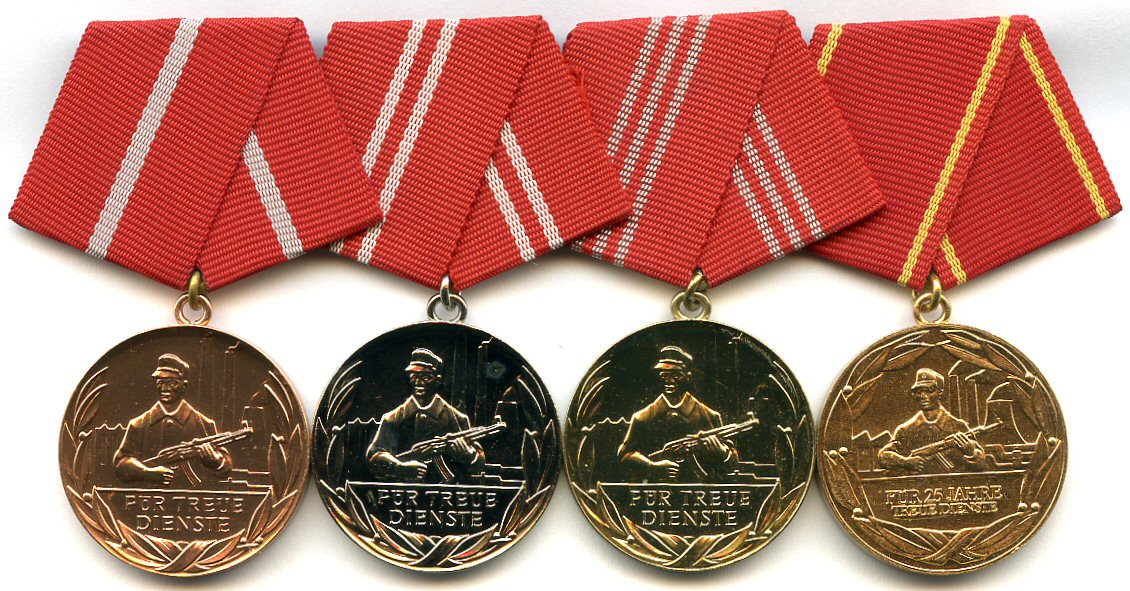
Medaille für treue Dienste in den Kampfgruppen (vier Stufen)

### Nichtstaatliche Auszeichnungen
Als nichtstaatliche Auszeichnungen für die Angehörigen der Kampfgruppen galten:
- Erinnerungsmedaille „20 Jahre Kampfgruppen der Arbeiterklasse“
- Bestenabzeichen in drei Stufen (Bronze, Silber, Gold)
- Schießabzeichen der Kampfgruppen in drei Stufen (Bronze, Silber, Gold)

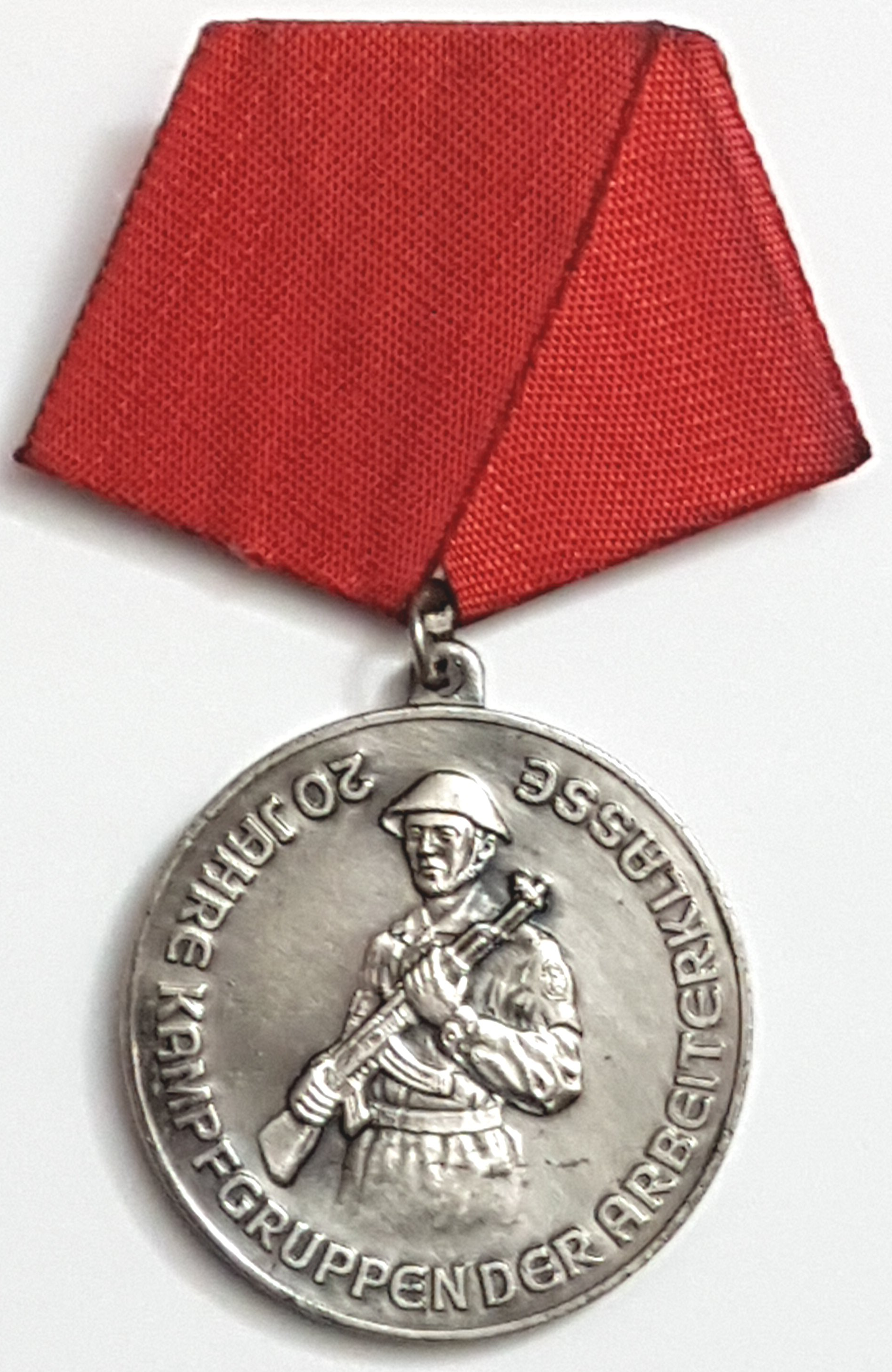
Erinnerungsmedaille „20 Jahre Kampfgruppen“
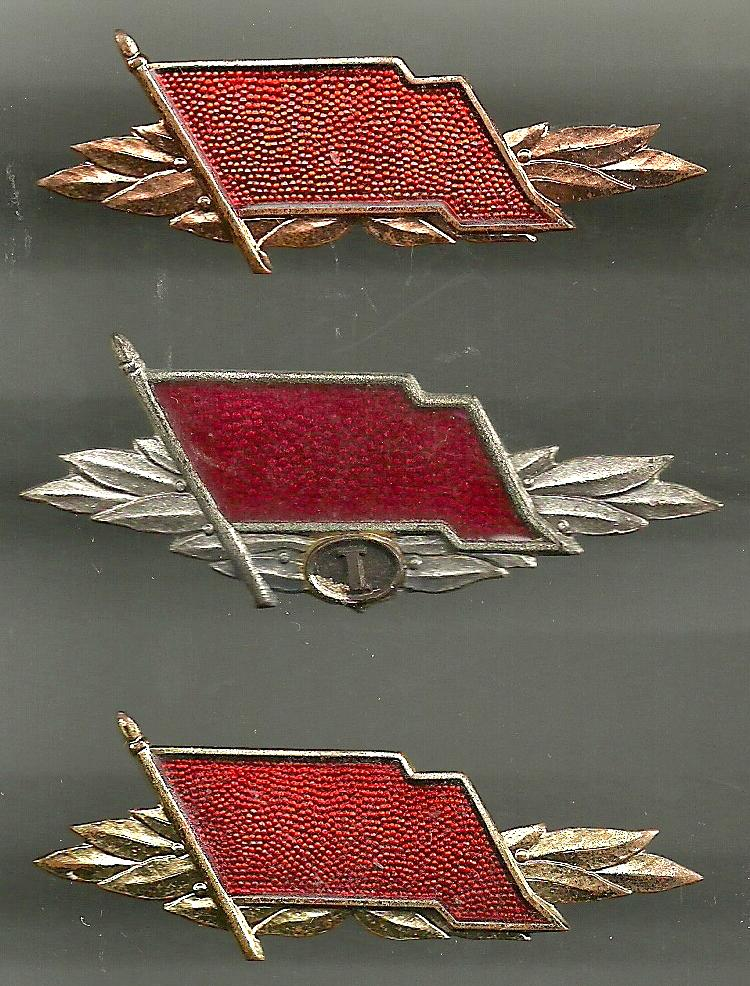
Bestenabzeichen der Kampfgruppen (drei Stufen)
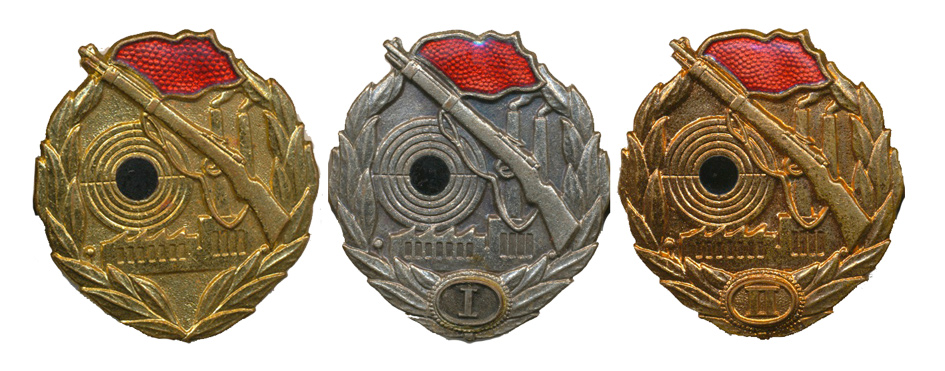
Schießabzeichen der Kampfgruppen (drei Stufen)

### Sachgeschenke
Auch Sachgeschenke an ganze Hundertschaften waren üblich. So gab es zum 20. Jahrestag der Kampfgruppen in Berlin für alle Kämpfer einer Hundertschaft eine Armbanduhr mit entsprechender Bodenprägung der Glashütter Uhrenbetriebe (GUB) und zu einem anderen Anlass je ein hochwertiges Fernglas von Carl Zeiss Jena.
1983 wurde zu Ehren des 30-jährigen Bestehens der Kampfgruppen eine DDR-Gedenkmünze herausgegeben.

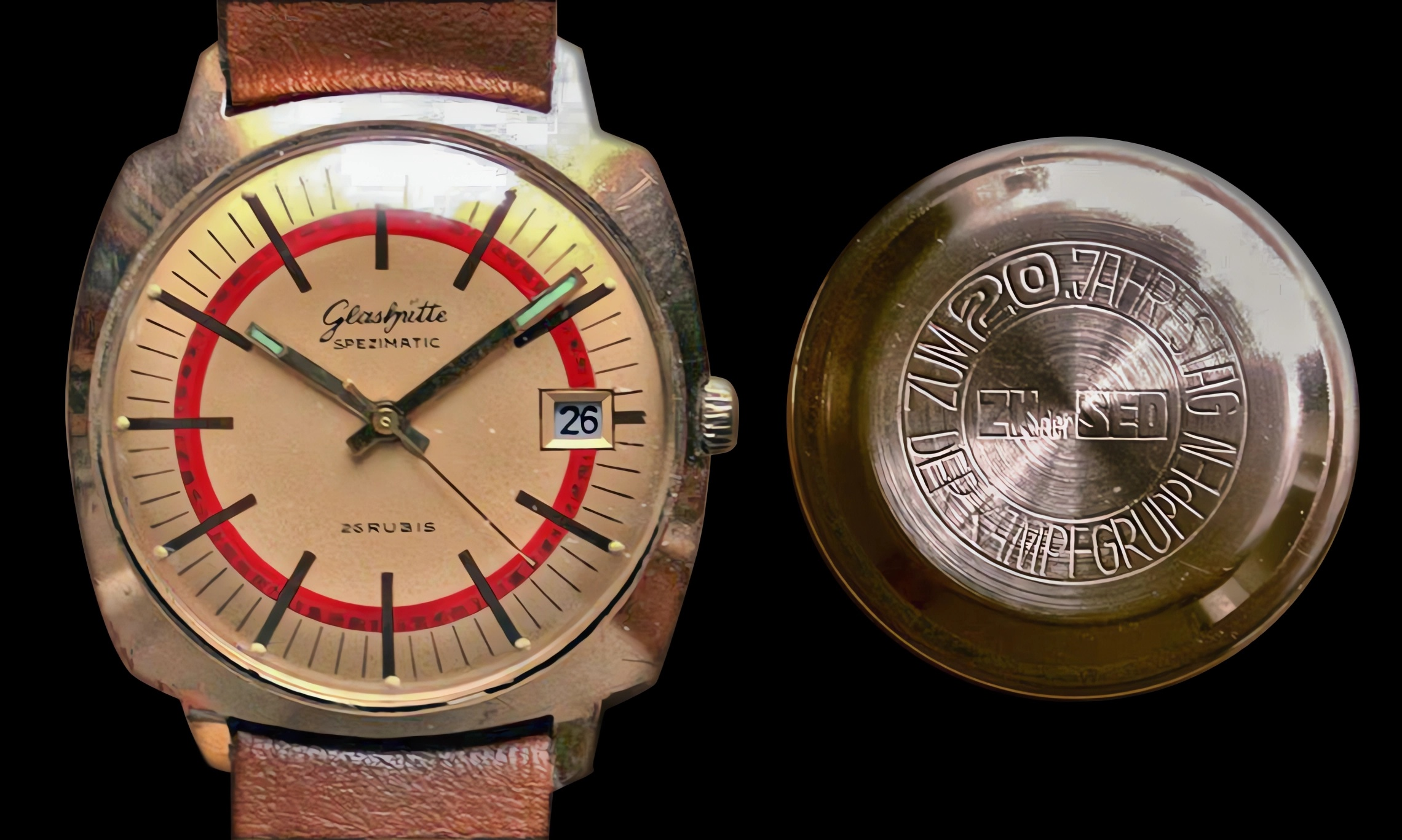
Auszeichnungsuhr zum 20. Jahrestag der Kampfgruppen
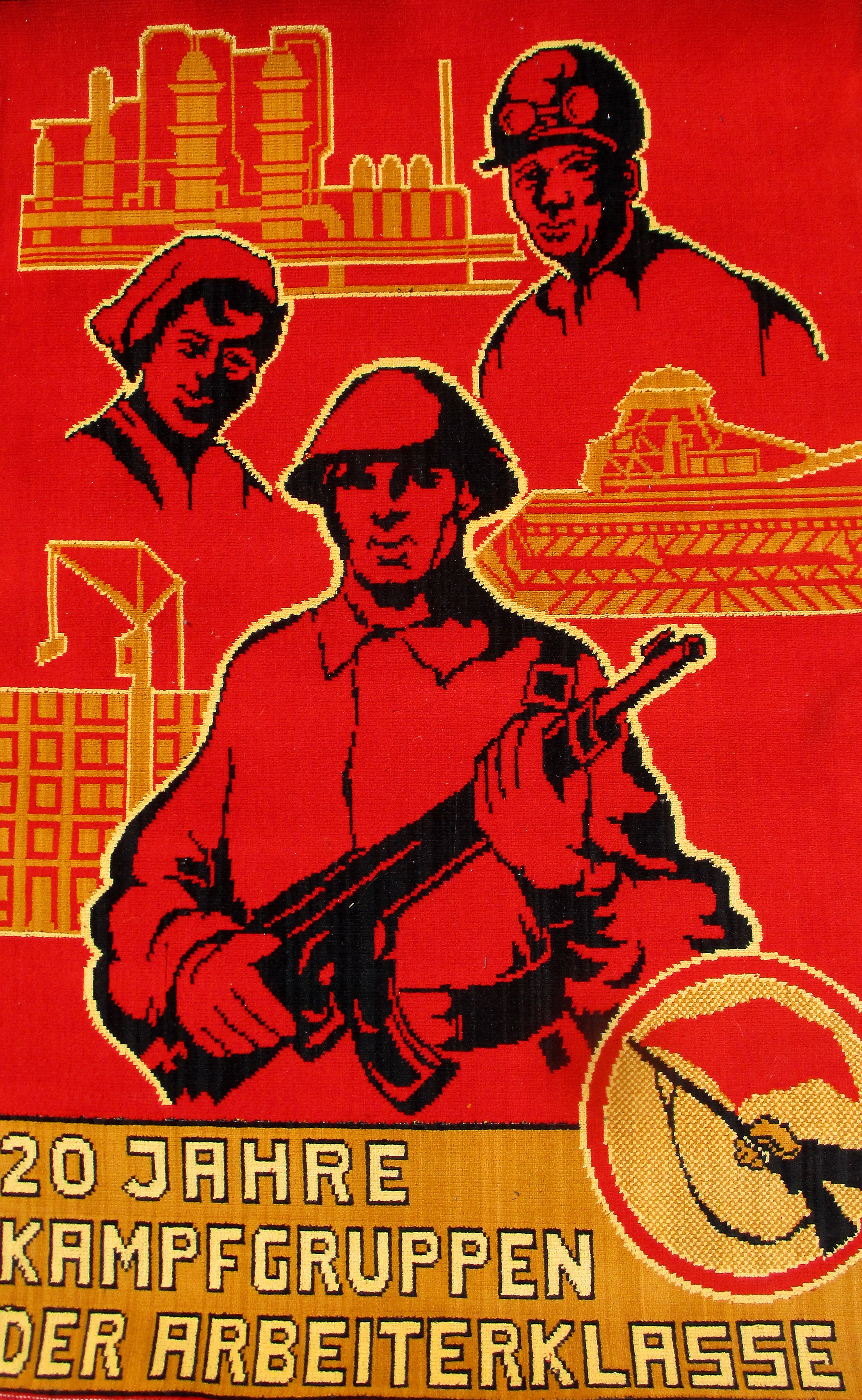
Wandteppich zum 20. Jahrestag der Kampfgruppen
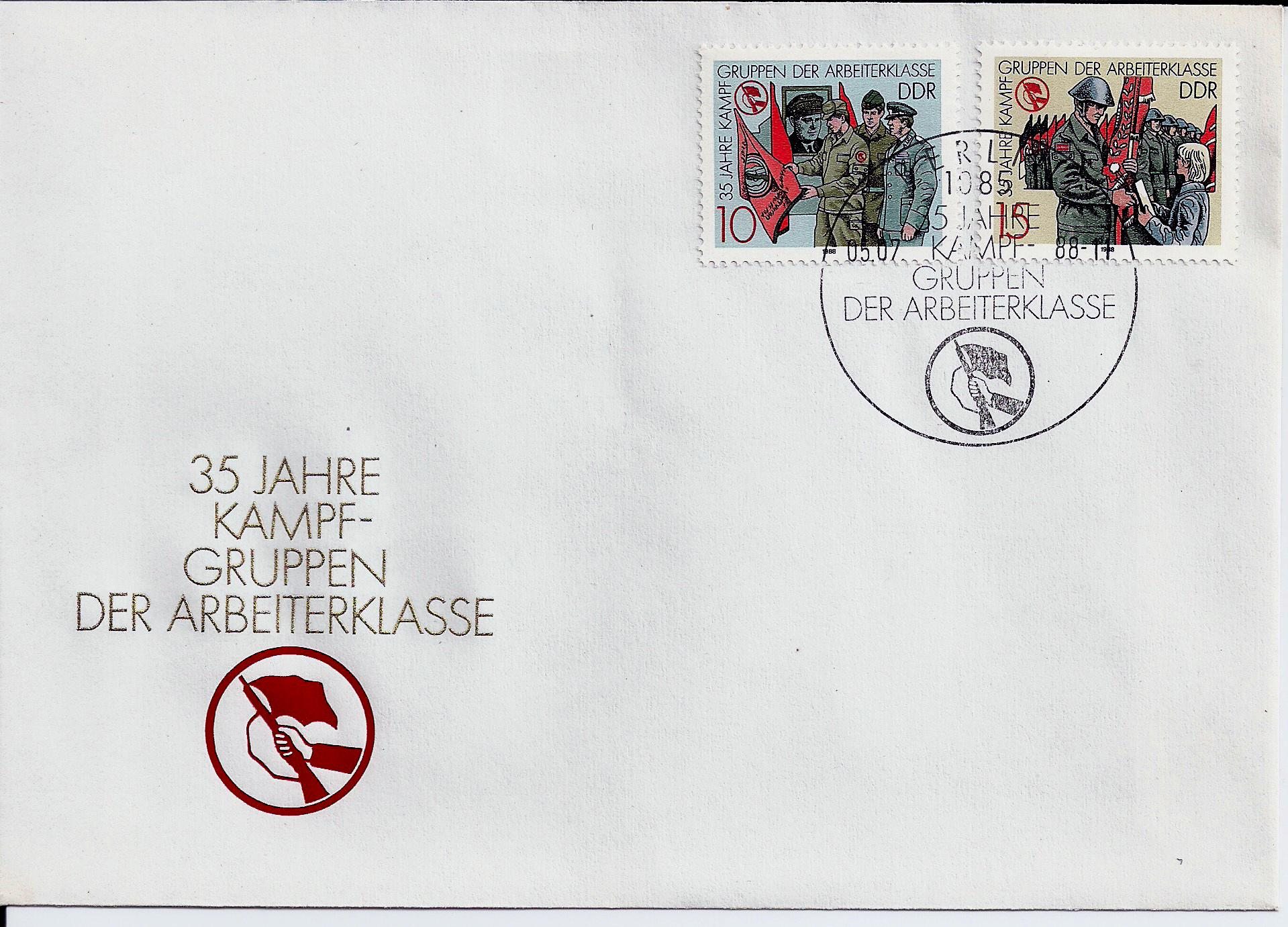
Ersttagsbrief gestempelt mit Sondermarken „35 Jahre Kampfgruppen der Arbeiterklasse“

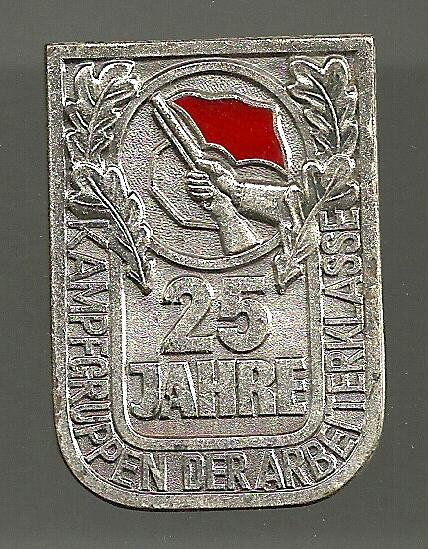
Abzeichen 25 Jahre Kampfgruppen
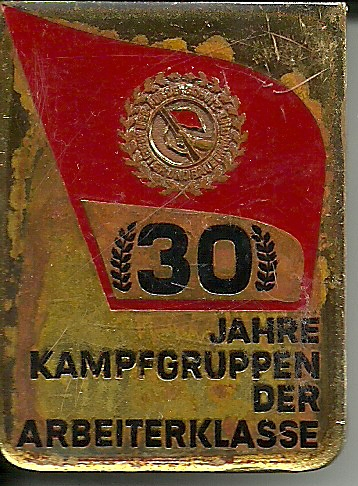
Abzeichen 30 Jahre Kampfgruppen
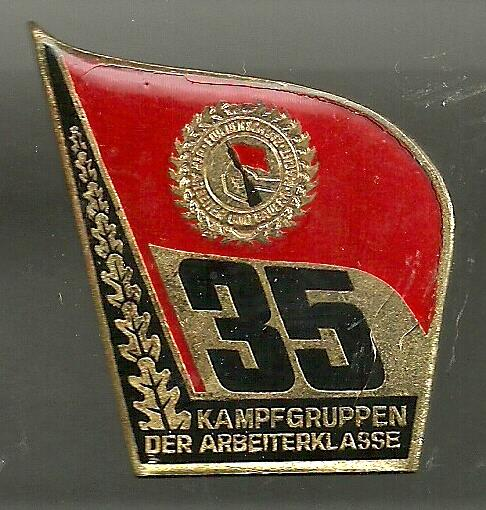
Abzeichen 35 Jahre Kampfgruppen

## Auflösung
Die Entwaffnung der Kampfgruppen wurde am 6. Dezember 1989 angeordnet, ihre Auflösung wurde dann am 14. Dezember vom Ministerrat der DDR beschlossen. Das Kampfgruppen-Denkmal im Volkspark Prenzlauer Berg wurde nach der deutschen Wiedervereinigung demontiert. Aus dem Stahl von zerstörten Waffen der Kampfgruppen in Dessau wurde im Jahr 2000 eine Friedensglocke gegossen.

## Film
- Geschichten jener Nacht, DEFA-Episodenfilm, 1. Episode von Karlheinz Carpentier: Phoenix, 2. Episode von Ulrich Thein: Die Prüfung, 3. Episode Materna von Frank Vogel Regie und Werner Bräunig Drehbuch, 4. Episode von Gerhard Klein Der große und der kleine Willi mit Erwin Geschonneck als Hundertschaftskommandeur Willi Lenz.